# Donald Pelotte
Donald Pelotte Prêtres du Saint-Sacrement (13 avril 1945 - 7 janvier 2010) était le troisième évêque catholique du Diocèse du Nouveau-Mexique des États-Unis; l'Archevêque de Denver, Charles Chaput, O.F.M.Pac., est le seul actif des évêques américains diocésains d'origines amérindiennes. Il est également le seul évêque catholique connu d'avoir ordonné son propre frère jumeau, le père Dana Pelotte, SSS, au sacerdoce, le 4 septembre 1999 dans leur paroisse d'enfance de Waterville (Maine). 

## Éducation
Pelotte est né le 13 avril 1945, en Waterville (Maine), de Norris Albert Pelotte et Margaret Yvonne LaBrie Pelotte. Son père était un membre de la nation Abénaquis des Premières Nations et sa mère était de descendance québécoise. Donald et son frère jumeau Dana étaient les plus jeunes des cinq frères. 
Il a étudié au séminaire Eymard de Hyde Park, New York pendant ses années d'études secondaires. Il a fait ses études collégiales à l'Université John Carroll à Cleveland, Ohio et ultérieurement il a fait ses études doctorales à l'Université Fordham. Sa thèse de doctorat était intitulée : « John Courtney Murray, théologien en conflit : le catholicisme romain et l'expérience américaine ». Cette décision a été ultérieurement publiée sous forme de livre par les Paulist. 
À l'âge de 33 ans, il est devenu le Supérieur provincial des Prêtres du Saint-Sacrement et il était le plus jeune supérieur majeur d'une communauté religieuse aux États-Unis à l'époque. Le 24 février 1986, il a été nommé évêque coadjuteur de Gallup et fut consacrée le 6 mai 1986. De 1986 à 2008, Mgr. Pelotte a également servi comme le modérateur épiscopal de la conférence Tekakwitha, une association d'Américains autochtones et des Premières Nations catholiques. Lorsque Jerome Hastrich prit sa retraite le 31 mars 1990, Mgr. Pelotte est devenu le troisième évêque du diocèse.